# Гомилиця
Гомилиця (словен. Gomilica) — поселення в общині Турнище, Помурський регіон, Словенія. Висота над рівнем моря: 169,4 м.